# Υ
O Ýpsilon (Υ ou υ; em grego:  ύψιλον, transl.: ýpsilon), ípsilon, ipsilão, ípsilo ou i grego é a vigésima letra do alfabeto grego. No sistema numérico grego, vale 400. No modo matemático do LaTeX, é representada por {\displaystyle \Upsilon } e {\displaystyle \upsilon }.

## Classificação
- Alfabeto = Alfabeto grego
- Fonética = /y/ (no antigo) /i/(no moderno);
- Variação pro português = Letras I ou Y